# یواس‌اس او-۱۲ (اس‌اس-۷۳)
یواس‌اس او-۱۲ (اس‌اس-۷۳) (به انگلیسی: USS O-12 (SS-73)) یک زیردریایی بود که طول آن ۱۷۵ فوت (۵۳ متر) بود. این زیردریایی در سال ۱۹۱۷ ساخته شد.